# RealNetworks
RealNetworks é um provedor de internet que funciona no serviço de streaming. A empresa, com sede em Seattle, Washington, Estados Unidos, também fornece aos usuários serviços de entretenimento online baseados em assinaturas.
Anteriormente conhecida como Progressive Networks, foi fundada em 1994 pelos ex-executivo da Microsoft, Rob Glase, e uma equipe de gestão composta por Phil Barrett, Andy Sharpless e Stephen Buerkle. À principio, o objeto da empresa era fornecer canais para propagação de conteúdo político, principalmente progressista; entretanto, se envolveu no âmbito tecnológico e se dedicou à distribuição alternativa para transmissões de áudio. Em setembro de 1997, Progressive Networks se mudou de nome para RealNetworks.
Dentre alguns dos produtos desenvolvidos pela companhia, destacaram-se RealAudio, RealVideo, RealPlayer e RealDownloader.